# 胡炳榴
胡炳榴（1940年8月1日—2012年2月14日），湖北黄陂人，中国电影导演，代表作《乡情》、《乡音》、《乡民》、《安居》。曾获1998年第18届中国电影金鸡奖最佳导演奖。